# Manuel Enrique Mejuto González
Manuel Enrique Mejuto González (La Felguera, Astúries, 16 d'abril de 1965) és un ex àrbitre de futbol de la Primera Divisió espanyola.
Va arbitrar a la primera divisió entre 1995 i 2010, i fou àrbitre FIFA des de 1999.
És l'àrbitre espanyol amb més partits internacionals xiulats.

## Trajectòria
Va començar a arbitrar a les categories inferiors del futbol asturià. El 1993 va rebre el premi Silbato de Oro per la seva actuació a la Segona Divisió B. L'any següent va debutar a Segona Divisió, on només hi restà una temporada, ja que al següent va pujar a Primera. El seu primer partit a la màxima categoria estatal es va produir en un Real Valladolid - SD Compostela el 16 de setembre del 1995, amb resultat final d'empat a zero.
Entre els seus majors èxits hi ha el d'haver arbitrat la final de la Lliga de Campions 2004-2005 entre el Liverpool FC i l'AC Milan o la final de la Copa del Rei de l'any 2002, coneguda com el centenariazo entre el Reial Madrid i el Deportivo de La Coruña.
El 2006 estava previst que fos l'àrbitre representant d'Espanya a la Copa del Món d'Alemanya 2006, però la FIFA no va considerar òptim l'estat físic dels seus assistents, i en el seu lloc va anar al torneig Medina Cantalejo.
Les temporades 2006/07 i 2007/08 va ser l'àrbitre amb millor qualificació de la primera divisió, segons el rànquing elaborat pel Comitè Tècnic d'Àrbitres, organisme oficial de la Reial Federació Espanyola de Futbol.
Va ser l'àrbitre espanyol que va dirigir partits a l'Eurocopa 2008. En aquesta competició, en el partit entre Alemanya i Àustria, va expulsar dos entrenadors alhora, Joachim Low i Josef Hickersberger per una discussió que van tenir tots dos amb el quart àrbitre.
El 2009 es va convertir en l'àrbitre espanyol amb més partits xiulats internacionalment, i va igualar el rècord de partits a Espanya de Daniel Maria Zariquiegui. El 15 de maig de 2010 xiulava el seu últim partit de Lliga, en el partit que va enfrontar a l'Athletic Club de Bilbao i el Deportivo de la Corunya a San Mamés. En un partit de tancament de temporada sense res en joc, els protagonistes van ser els comiats del mateix col·legiat, i dels jugadors Joseba Etxeberría i Armando Riveiro.
El 2010 es retira de l'arbitratge professional xiulant la final de la Copa del Rei entre l'Atlètic de Madrid i el Sevilla FC disputada al Camp Nou que es va saldar amb la victòria de l'equip sevillà amb un resultat de 0-2.

## Miscel·lània
L'any 2008 es va adherir a la campanya Doi la cara pola oficialidá, en favor del reconeixement de l'asturià com a cooficial d'Astúries.

## Premis
- Trofeu Vicente Acebedo: 2008
- Trofeu Guruceta (3): 2001-02, 2002-03 i 2003-04.
- Premi Don Balón (5): 1996-1997, 1998-1999, 2002-03, 2005-06 i 2007-08.
- Xiulet d'or de Primera Divisió (1): 2004.